# What's Up?
What's Up? is een nummer van de Amerikaanse band 4 Non Blondes. Het nummer werd uitgebracht op hun enige studioalbum Bigger Better Faster More! uit oktober 1992. Op 11 maart 1993 werd het nummer wereldwijd uitgebracht als de tweede single van het album.

## Achtergrond
De titel What's Up? komt niet voor in het nummer. De regel "What's going on?" komt wel vaak voor in het refrein. De titel werd gekozen zodat verwarring met het nummer What's Going On van Marvin Gaye voorkomen zou worden. Zangeres en schrijfster van het nummer Linda Perry vertelde in een interview met het tijdschrift Rolling Stone dat zij de productie van het nummer niet goed vond. Ook vertelde zij in een aflevering van de documentaireserie Behind the Music dat zij de aangepaste versie van producer David Tickle die gebruikt zou worden voor het album, waarbij andere teksten werden gebruikt, erg haatte. Zij vertelde dit tegen producer Jimmy Iovine, die het met haar eens was. Deze versie werd ook nooit uitgebracht. De uiteindelijke versie van het nummer werd in een dag opgenomen nadat Iovine de band toestemming gaf om de originele demo van Perry opnieuw op te nemen. De videoclip van het nummer werd geregisseerd door Morgan Lawley.
What's Up? werd een grote hit, waarbij het de nummer 1-positie bereikte in onder meer Nederland, Vlaanderen, Ierland, Duitsland, Zwitserland, Oostenrijk en de Europese hitparade. In het Verenigd Koninkrijk en Australië piekte het op de tweede plaats, terwijl het in thuisland de Verenigde Staten niet hoger kwam dan de veertiende positie. Desondanks zette de televisiezender VH1 het nummer op de 94e plaats in hun lijst met de honderd beste eendagsvliegen. In 1993 bereikte een dance-versie van het nummer door de Italiaanse DJ Miko de hitlijsten in de Verenigde Staten, Australië en enkele Europese landen, terwijl de Duitse eurodancegroep Minnesota in datzelfde jaar met hun versie in de Vlaamse Ultratop 50 tot plaats 21 kwam.
What's Up? is gebruikt in diverse vormen van media. In 2005 verscheen een video met de titel "Fabulous Secret Powers" waarin het karakter He-Man uit Masters of the Universe het nummer zingt (inclusief een aantal regels uit Don't Cry Out Loud van Melissa Manchester). Deze video is een internetmeme geworden, waarbij een bewerkte versie van deze animatie onder de titel "HEYYEYAAEYAAAEYAEYAA" vaak bekeken is op YouTube. Hiernaast verscheen het nummer in de film Young Adult (2011) en komt het voor in afleveringen van de televisieseries Sense8 en Brooklyn Nine-Nine. Zangeres Ariana Grande gebruikte een sample van het nummer in haar debuutsingle Put Your Hearts Up uit 2011.

## Succes
De plaat werd wereldwijd een grote hit. In thuisland de Verenigde Staten bereikte de plaat de 14e positie in de Billboard Hot 100. In Canada werd de 33e positie bereikt, in Australië en Nieuw-Zeeland de 2e, in Ierland, Duitsland, Oostenrijk, Zwitserland, Scandinavië en de Eurochart Hot 100 werd de nummer 1-positie bereikt. In het Verenigd Koninkrijk bereikte de plaat de 2e positie in de UK Singles Chart.
In Nederland was de plaat in week 28 van 1993 Alarmschijf op destijds Radio 538 en werd ook veel gedraaid op Radio 3. De single bereikte de nummer 1-positie in zowel de Nederlandse Top 40 als de toentertijd nieuwe publieke hitlijst op Radio 3; de Mega Top 50.
In België bereikte de plaat eveneens de nummer 1-positie in zowel de voorloper van de Vlaamse Ultratop 50 als de Vlaamse Radio 2 Top 30. In Wallonië werd géén notering behaald.

## Hitnoteringen

### Nederlandse Top 40
| Hitnotering: 10-07-1993 t/m 20-11-1993 | Hitnotering: 10-07-1993 t/m 20-11-1993 | Hitnotering: 10-07-1993 t/m 20-11-1993 | Hitnotering: 10-07-1993 t/m 20-11-1993 | Hitnotering: 10-07-1993 t/m 20-11-1993 | Hitnotering: 10-07-1993 t/m 20-11-1993 | Hitnotering: 10-07-1993 t/m 20-11-1993 | Hitnotering: 10-07-1993 t/m 20-11-1993 | Hitnotering: 10-07-1993 t/m 20-11-1993 | Hitnotering: 10-07-1993 t/m 20-11-1993 | Hitnotering: 10-07-1993 t/m 20-11-1993 | Hitnotering: 10-07-1993 t/m 20-11-1993 | Hitnotering: 10-07-1993 t/m 20-11-1993 | Hitnotering: 10-07-1993 t/m 20-11-1993 | Hitnotering: 10-07-1993 t/m 20-11-1993 | Hitnotering: 10-07-1993 t/m 20-11-1993 | Hitnotering: 10-07-1993 t/m 20-11-1993 | Hitnotering: 10-07-1993 t/m 20-11-1993 | Hitnotering: 10-07-1993 t/m 20-11-1993 | Hitnotering: 10-07-1993 t/m 20-11-1993 | Hitnotering: 10-07-1993 t/m 20-11-1993 | Hitnotering: 10-07-1993 t/m 20-11-1993 |
| Week                                   | 1                                      | 2                                      | 3                                      | 4                                      | 5                                      | 6                                      | 7                                      | 8                                      | 9                                      | 10                                     | 11                                     | 12                                     | 13                                     | 14                                     | 15                                     | 16                                     | 17                                     | 18                                     | 19                                     | 20                                     |                                        |
| -------------------------------------- | -------------------------------------- | -------------------------------------- | -------------------------------------- | -------------------------------------- | -------------------------------------- | -------------------------------------- | -------------------------------------- | -------------------------------------- | -------------------------------------- | -------------------------------------- | -------------------------------------- | -------------------------------------- | -------------------------------------- | -------------------------------------- | -------------------------------------- | -------------------------------------- | -------------------------------------- | -------------------------------------- | -------------------------------------- | -------------------------------------- | -------------------------------------- |
| Positie                                | 30                                     | 15                                     | 8                                      | 3                                      | 1                                      | 1                                      | 1                                      | 1                                      | 1                                      | 1                                      | 1                                      | 1                                      | 1                                      | 1                                      | 2                                      | 6                                      | 9                                      | 15                                     | 21                                     | 34                                     | uit                                    |

### Mega Top 50
| Hitnotering: 17-07-1993 t/m 27-11-1993 | Hitnotering: 17-07-1993 t/m 27-11-1993 | Hitnotering: 17-07-1993 t/m 27-11-1993 | Hitnotering: 17-07-1993 t/m 27-11-1993 | Hitnotering: 17-07-1993 t/m 27-11-1993 | Hitnotering: 17-07-1993 t/m 27-11-1993 | Hitnotering: 17-07-1993 t/m 27-11-1993 | Hitnotering: 17-07-1993 t/m 27-11-1993 | Hitnotering: 17-07-1993 t/m 27-11-1993 | Hitnotering: 17-07-1993 t/m 27-11-1993 | Hitnotering: 17-07-1993 t/m 27-11-1993 | Hitnotering: 17-07-1993 t/m 27-11-1993 | Hitnotering: 17-07-1993 t/m 27-11-1993 | Hitnotering: 17-07-1993 t/m 27-11-1993 | Hitnotering: 17-07-1993 t/m 27-11-1993 | Hitnotering: 17-07-1993 t/m 27-11-1993 | Hitnotering: 17-07-1993 t/m 27-11-1993 | Hitnotering: 17-07-1993 t/m 27-11-1993 | Hitnotering: 17-07-1993 t/m 27-11-1993 | Hitnotering: 17-07-1993 t/m 27-11-1993 | Hitnotering: 17-07-1993 t/m 27-11-1993 | Hitnotering: 17-07-1993 t/m 27-11-1993 |
| Week                                   | 1                                      | 2                                      | 3                                      | 4                                      | 5                                      | 6                                      | 7                                      | 8                                      | 9                                      | 10                                     | 11                                     | 12                                     | 13                                     | 14                                     | 15                                     | 16                                     | 17                                     | 18                                     | 19                                     | 20                                     |                                        |
| -------------------------------------- | -------------------------------------- | -------------------------------------- | -------------------------------------- | -------------------------------------- | -------------------------------------- | -------------------------------------- | -------------------------------------- | -------------------------------------- | -------------------------------------- | -------------------------------------- | -------------------------------------- | -------------------------------------- | -------------------------------------- | -------------------------------------- | -------------------------------------- | -------------------------------------- | -------------------------------------- | -------------------------------------- | -------------------------------------- | -------------------------------------- | -------------------------------------- |
| Positie                                | 25                                     | 9                                      | 3                                      | 1                                      | 1                                      | 1                                      | 1                                      | 1                                      | 1                                      | 1                                      | 1                                      | 1                                      | 1                                      | 3                                      | 6                                      | 9                                      | 11                                     | 19                                     | 24                                     | 43                                     | uit                                    |

### VlaamseUltratop 50
| Hitnotering: 17-07-1993 t/m 27-11-1993 | Hitnotering: 17-07-1993 t/m 27-11-1993 | Hitnotering: 17-07-1993 t/m 27-11-1993 | Hitnotering: 17-07-1993 t/m 27-11-1993 | Hitnotering: 17-07-1993 t/m 27-11-1993 | Hitnotering: 17-07-1993 t/m 27-11-1993 | Hitnotering: 17-07-1993 t/m 27-11-1993 | Hitnotering: 17-07-1993 t/m 27-11-1993 | Hitnotering: 17-07-1993 t/m 27-11-1993 | Hitnotering: 17-07-1993 t/m 27-11-1993 | Hitnotering: 17-07-1993 t/m 27-11-1993 | Hitnotering: 17-07-1993 t/m 27-11-1993 | Hitnotering: 17-07-1993 t/m 27-11-1993 | Hitnotering: 17-07-1993 t/m 27-11-1993 | Hitnotering: 17-07-1993 t/m 27-11-1993 | Hitnotering: 17-07-1993 t/m 27-11-1993 | Hitnotering: 17-07-1993 t/m 27-11-1993 | Hitnotering: 17-07-1993 t/m 27-11-1993 | Hitnotering: 17-07-1993 t/m 27-11-1993 | Hitnotering: 17-07-1993 t/m 27-11-1993 | Hitnotering: 17-07-1993 t/m 27-11-1993 | Hitnotering: 17-07-1993 t/m 27-11-1993 |
| Week                                   | 1                                      | 2                                      | 3                                      | 4                                      | 5                                      | 6                                      | 7                                      | 8                                      | 9                                      | 10                                     | 11                                     | 12                                     | 13                                     | 14                                     | 15                                     | 16                                     | 17                                     | 18                                     | 19                                     | 20                                     |                                        |
| -------------------------------------- | -------------------------------------- | -------------------------------------- | -------------------------------------- | -------------------------------------- | -------------------------------------- | -------------------------------------- | -------------------------------------- | -------------------------------------- | -------------------------------------- | -------------------------------------- | -------------------------------------- | -------------------------------------- | -------------------------------------- | -------------------------------------- | -------------------------------------- | -------------------------------------- | -------------------------------------- | -------------------------------------- | -------------------------------------- | -------------------------------------- | -------------------------------------- |
| Positie                                | 19                                     | 10                                     | 7                                      | 2                                      | 2                                      | 1                                      | 1                                      | 1                                      | 1                                      | 1                                      | 1                                      | 1                                      | 1                                      | 2                                      | 6                                      | 9                                      | 15                                     | 18                                     | 28                                     | 44                                     | uit                                    |

### NPO Radio 2 Top 2000
| Nummer met noteringen in de NPO Radio 2 Top 2000 | '01  | '02-'04 | '05 | '06 | '07 | '08 | '09 | '10 | '11 | '12 | '13 | '14 | '15 | '16 | '17 | '18 | '19 | '20 | '21 | '22 | '23 | '24 |
| ------------------------------------------------ | ---- | ------- | --- | --- | --- | --- | --- | --- | --- | --- | --- | --- | --- | --- | --- | --- | --- | --- | --- | --- | --- | --- |
| What's Up?                                       | 1908 | -       | 181 | 463 | 216 | 461 | 368 | 771 | 323 | 855 | 965 | 799 | 687 | 806 | 823 | 948 | 960 | 884 | 860 | 930 | 864 | 680 |

1. ↑  Een '-' betekent dat het nummer niet was genoteerd en een vetgedrukt getal geeft de hoogste notering aan.
2. ↑  2001 was het eerste jaar met een notering voor dit nummer.